# 中卡瓦利区

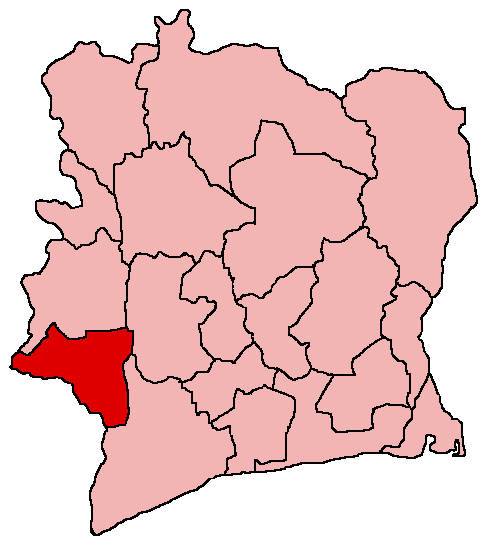
中卡瓦利区

中卡瓦利区（法語：Région du Moyen-Cavally）是科特迪瓦曾经存在的十九个区之一，首府吉格洛（Guiglo）。该区与利比里亚接壤。面积14,150平方公里，2000年人口394,200人。2011年科特迪瓦行政区划改革后，与十八山区合并成立了新的山地区。

## 行政区划
区有3个省：
- 迪埃奎省
- 吉格洛省
- 图莱普勒省